# Archidiecezja Cambrai
Archidiecezja Cambrai (łac. Archidiœcesis Cameracensis) – archidiecezja Kościoła rzymskokatolickiego w północnej Francji, na terenie świeckiego departamentu Nord. Powstała w VI wieku jako diecezja Cambrai. W 1559 została podniesiona do rangi archidiecezji, lecz utraciła ten status w 1801 roku. Ponownie stała się archidiecezją w 1841 roku. W 2008, w ramach reformy podziału administracyjnego Kościoła we Francji, papież Benedykt XVI odebrał jej status metropolitarny i przyłączył do metropolii Lille, jednak zadecydował iż dalej będzie tytułowana archidiecezją.
Za pierwszego biskupa diecezji Cambrai uznawany jest św. Wedast, który ok. 500 roku został pierwszym biskupem diecezji Arras. Jego następcami byli Dominicus i Vedulphus. Po śmierci tego ostatniego biskupstwo z Arras zostało przeniesione do diecezji Cambrai i dopiero w 1093 roku ponownie powróciło do Arras.

## Najważniejsze świątynie
- Archikatedra: Archikatedra Matki Bożej Łaskawej w Cambrai
- Bazyliki mniejsze:
  - Bazylika w Valenciennes
  - Bazylika w Caudry